# Aspidolea epipleuralis
Aspidolea epipleuralis är en skalbaggsart som beskrevs av Höhne 1922. Aspidolea epipleuralis ingår i släktet Aspidolea och familjen Dynastidae. Inga underarter finns listade.